# Spoorlijn 52
Spoorlijn 52 is de spoorlijn die oorspronkelijk van het station Dendermonde naar het station Antwerpen-Zuid liep. Omdat het Antwerpse Zuidstation sinds 1968 geen kopstation meer is, rijden de treinen nu door naar het station Antwerpen-Centraal. Sinds 1980 begint de door de NMBS uitgebate lijn pas in het station Puurs en wordt het eerste gedeelte van deze lijn door de vzw Stoomtrein Dendermonde-Puurs (SDP) uitgebaat.

## Geschiedenis
Het gedeelte Antwerpen-Zuid - Hoboken werd op 10 juli 1878 geopend als onderdeel van de fortenlijn. Het gedeelte Hoboken - Boom werd geopend op 20 juli 1879. Op 22 juli 1880 werd Dendermonde - Puurs geopend en het baanvak van Puurs naar Boom volgde op 8 augustus 1881.
Na station Antwerpen-Centraal (3 juni 1836) op spoorlijn 25 is station Dendermonde (1837) op spoorlijn 53 het oudste station op spoorlijn 52. Ook de stations Antwerpen-Berchem, Antwerpen-Zuid, Puurs (1870) en Boom (1875) dateren nog van voor de bouw van spoorlijn 52.

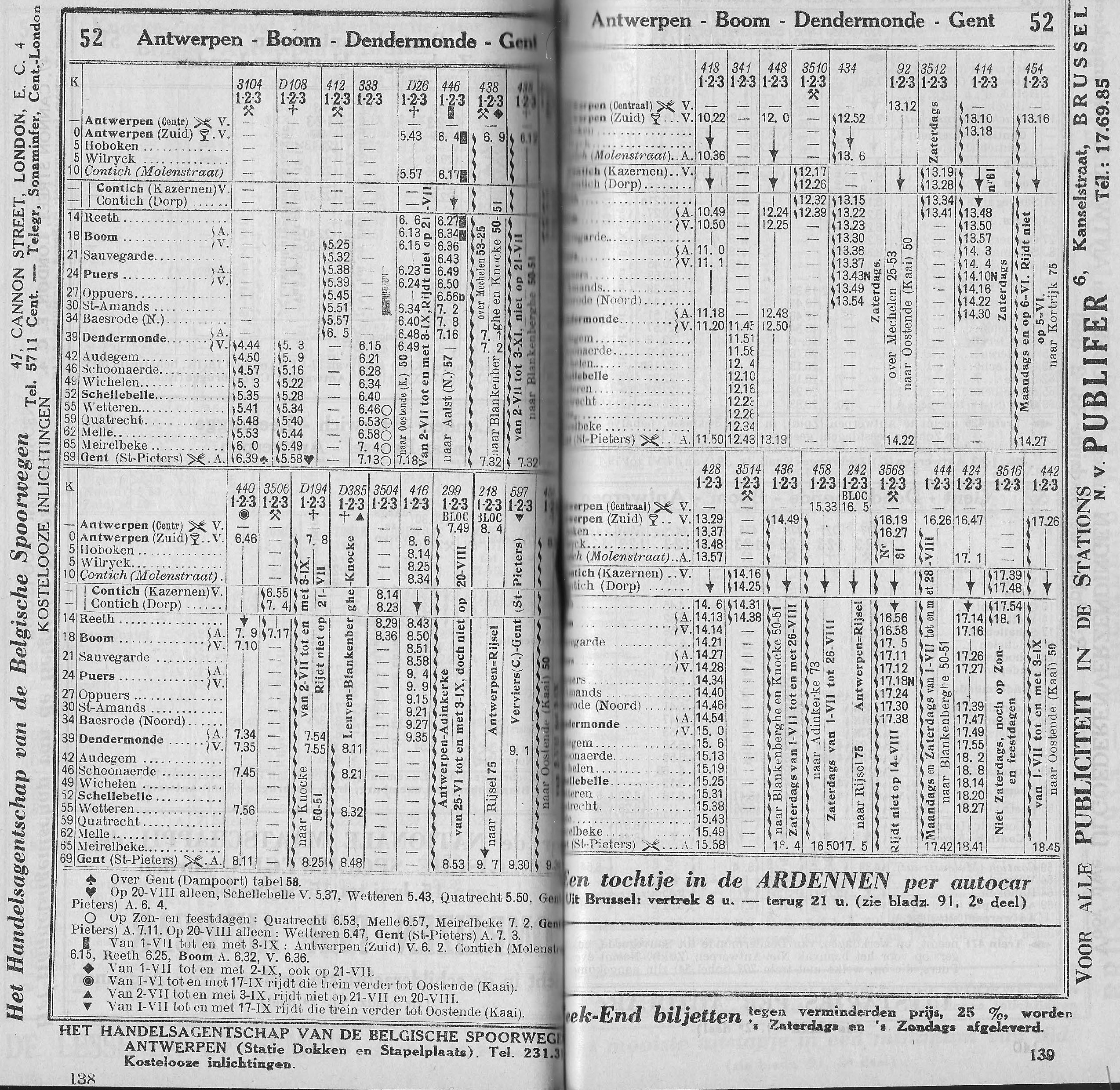
Dienstregeling in 1933

De vroegere spoorlijn 52 was de lijn Antwerpen - Boom - Dendermonde - Gent, die gebruikt werd voor exprestreinen die verder reden dan Gent. De treinen reden tussen station Boom en Antwerpen langs station Reet en niet langs station Niel. Die lokale treinen werden vermeld onder spoorlijn 61.

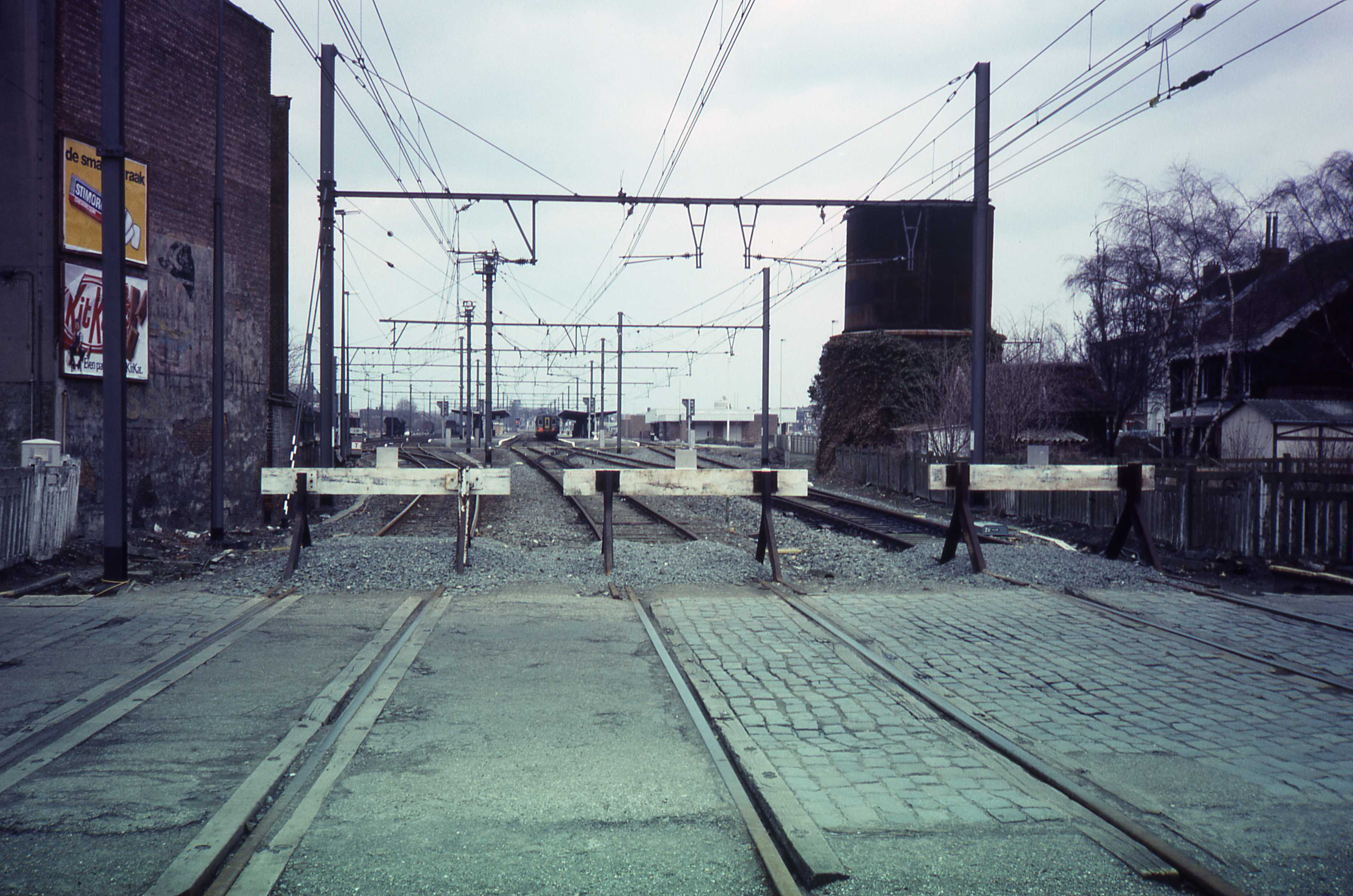
De stootblokken in Boom na het sluiten van de spoorlijn naar Puurs

In 1980 werd de exploitatie beperkt tot Antwerpen - Boom. Bij de invoering van het IC/IR-plan in 1984 werden bovendien alle stations tussen Antwerpen-Zuid en Boom gesloten en vervangen door een busdienst, maar in 1988 werden stations Niel, Hemiksem en Hoboken-Polder weer heropend. Na elektrificatie en renovatie reden de reizigerstreinen sinds maandag 25 mei 1998 weer tot Puurs. In 2000 werd het station Ruisbroek-Sauvegarde heropend, in 2004 volgde station Schelle.
Op 23 juni 2024 werd de halte Sint-Pietersburcht geopend tussen Oppuurs en Puurs. Enkele weken later opende op 13 juli 2024 de halte Buggenhout a/d Schelde, gelegen tussen Baasrode-Noord en Sint-Amands. Aan beide haltes stoppen enkel de treinen van de Stoomtrein Dendermonde Puurs.

## Huidige toestand
- baanvak Dendermonde - Puurs; enkelspoor, toeristische exploitatie door Stoomtrein Dendermonde-Puurs (SDP). Heeft geen aansluiting met het NMBS station in Puurs en heeft een eigen halte.
- baanvak Puurs - Boom: enkelspoor, geëlektrificeerd, maximumsnelheid 90 km/u
- baanvak Boom - Antwerpen-Zuid: dubbelspoor, geëlektrificeerd, maximumsnelheid 90 km/u

## Toekomstplannen
Volgens het Pegasusplan van De Lijn zou deze omgebouwd kunnen worden tot een tramtreinverbinding (smalspoor): in Antwerpen zou dan verder kunnen gereden worden op tramsporen.
De focus lag gedurende afgelopen jaren echter meer op een voorstedelijk netwerk naar Brussels voorbeeld. In het kader van dit netwerk zijn er plannen om de lijn als S-net van Puurs weer tot Dendermonde te verlengen. Het Vlaamse Gewest heeft begin 2018 een ‘studie met het oog op realisatie’ voor (dit stuk van de) spoorlijn 52 opgenomen in haar spoorprioriteiten. Hierbij werd dus beslist een studie te doen, de modaliteiten moeten nog ingevuld worden.
Sinds eind 2016 is beslist het treinaanbod vanaf december 2017 op te voeren met 150%. In 2018 steeg het totaal aantal reizigers tussen Puurs en Antwerpen met 22,8%.
Sinds december 2017 rijden er ook treinen in het weekend tussen Puurs en Antwerpen, in 2018, het eerste jaar na de herinvoering van de weekenddienst, maakten zo'n 1.300 reizigers hiervan gebruik.
In 2021 raakte bekend dat de Stad Dendermonde de spoorwegbedding in Baasrode wil opheffen om de N17 (Mandekensstraat) te ontdubbelen in het kader van het Project Briel, een watergebonden industrieterrein. Dit plan bedreigt de museumspoorlijn Stoomtrein Dendermonde-Puurs en toekomstplannen voor lightrail of voorstadstrein.
In 2023 raakt bekend dat de Vlaamse regering een entertainmentcampus wil bouwen rond het terrein van Tomorrowland (festival) in Boom. Een van haar pistes is dat de federale overheid onderzoek doet om spoorlijn 52/2 te heropenen voor een treinverbinding Boom - Willebroek - Mechelen.

## Treindiensten
De NMBS verzorgt het personenvervoer met S-treinen.
| Serie     | Treinsoort               | Route                                           | Bijzonderheden             |
| --------- | ------------------------ | ----------------------------------------------- | -------------------------- |
| S 32 2350 | S-trein Antwerpen (NMBS) | Puurs – Antwerpen-Centraal – Essen              | Rijdt alleen op werkdagen. |
| S 32 2550 | S-trein Antwerpen (NMBS) | Puurs – Antwerpen-Centraal – Essen – Roosendaal |                            |

## Aansluitingen
In de volgende plaatsen is of was er een aansluiting op de volgende spoorlijnen:
Dendermonde
Spoorlijn 53 tussen Schellebelle en Mechelen
Spoorlijn 57 tussen Aalst en Lokeren
Spoorlijn 60 tussen Y Jette en Dendermonde
Puurs
Spoorlijn 54 tussen Y Heike en Terneuzen
Ruisbroek-Sauvegarde
Spoorlijn 270 tussen Ruisbroek-Sauvegarde en Prayon
Y Sauvegarde
Spoorlijn 61 tussen Kontich en Aalst
Boom
Spoorlijn 61 tussen Kontich en Aalst
Hoboken-Kapelstraat
Spoorlijn 27A tussen Hoboken-Kapelstraat en Bundel Rhodesië
Y Kiel
Spoorlijn 52A tussen Y Kiel en Antwerpen-Kiel (tot 1965, thans onderdeel van lijn 52)
Antwerpen-Zuid
Spoorlijn 27B tussen Y Weerde en Antwerpen-Zuid
Spoorlijn 59 tussen Y Oost-Berchem en Gent-Dampoort

## Verbindingssporen
52/1: Y Hoboken (lijn 52) - Y Schoonselhof (lijn 27A)
52/2: Y Sauvegarde - Willebroek (deel van de voormalige lijn 61)